# Zhoushan
Zhoushan (chiń. 舟山; pinyin Zhōushān) – miasto o statusie prefektury miejskiej we wschodnich Chinach, w prowincji Zhejiang, na wyspach archipelagu Zhoushan. Prefektura miejska w 1999 roku liczyła 984 216 mieszkańców. Ośrodek rybołówstwa i przemysłu rybnego.

## Historia
.